# Bispingen
Bispingen település Németországban, azon belül Alsó-Szászország tartományban. Lakosainak száma 6513 fő (2023. december 31.).

## Fekvése
Bispingen Lüneburg, Soltau és Munster községekkel határos.

## Látnivalók
A feje tetejére fordított ház ,amelynek oldalához támasztott létrán először a földszintre lehet jutni, majd onnantól lefelé vezet az út. A belső berendezés is "tótágast áll".

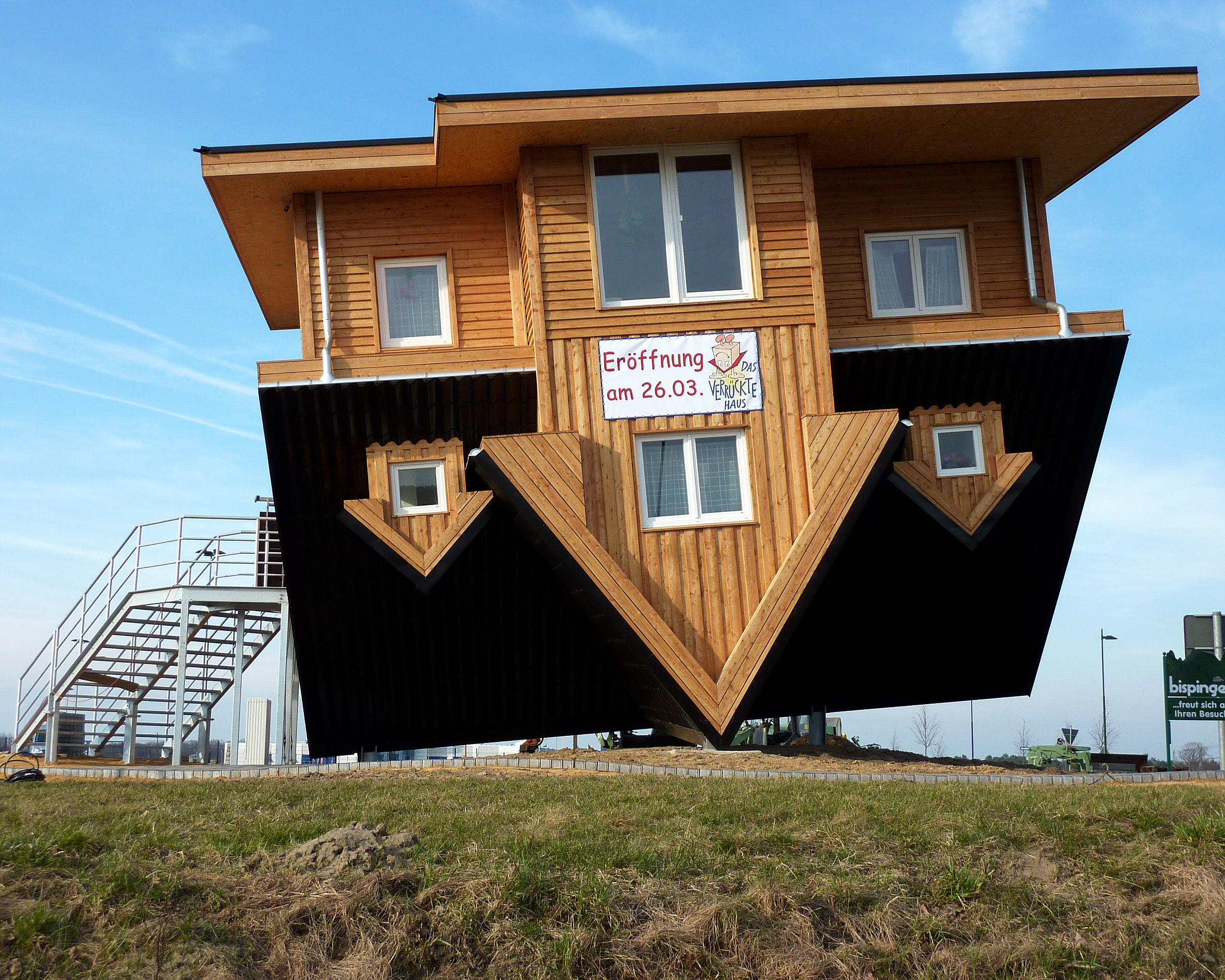
A feje tetejére fordított ház

## Népesség
A település népességének változása:
| Lakosok száma | 6411 | 6486 | 6464 | 6410 | 6494 | 6513 |
|               | 2016 | 2017 | 2019 | 2021 | 2022 | 2023 |